# Joe Mullaney
Joseph A. Mullaney  (Long Island, Nueva York, 17 de noviembre de 1925-Providence, Rhode Island, 8 de marzo de 2000) fue un jugador y entrenador de baloncesto Estados Unidos que jugó tan solo una temporada en la NBA. Posteriormente entrenaría equipos en la propia NBA, en la ABA y en la NCAA. Medía 1,74 metros de altura, y jugaba en la posición de base.

## Trayectoria deportiva

### Universidad
Jugó durante 4 temporadas con los Crusaders de la Universidad de Holy Cross, donde coincidió con dos grandes jugadores que posteriormente serían incluidos en el Basketball Hall of Fame: Bob Cousy y Tom Heinsohn. Con ellos ganó el Torneo de la NCAA en 1947, siendo una pieza fundamental en la final, donde anotó 9 tiros de campo.

### Profesional
Fue elegido en la segunda ronda del Draft de la BAA de 1949 por Boston Celtics, en la decimotercera posición. Su paso por profesionales fue meramente testimonial, ya que tan solo disputó una única temporada, y anotando apenas 30 puntos en 37 partidos. su estatura, y sobre todo su estilo de juego, con un lanzamiento a canasta al viejo estilo con las dos manos, no cuajaron entre los profesionales, anotando tan solo 9 lanzamientos de los 70 que intentó.

### Entrenador

#### NCAA
Tras pasar unos años en el FBI, regresó al baloncesto para hacerse cargo del puesto de entrenador de la Universidad de Norfolk. En 1955 se hizo cargo de los Friars de la Universidad de Providence, donde permaneció hasta 1969, para regresar en 1985 y estar hasta 1989. En sus 18 temporadas como entrenador de los Frailes, ganó 319 partidos, perdiendo 164. En 1961 y 1963 ganó el National Invitation Tournament.
Entre 1978 y 1981 entrenó en Italia y a los Bears de la Universidad de Brown.

#### NBA y ABA
En la temporada 1969-70 asumió el puesto de entrenador de Los Angeles Lakers, llevando al equipo a las Finales de la NBA, a pesar de las lesiones de sus dos principales figuras, Wilt Chamberlain y Elgin Baylor, donde cayeron ante New York Knicks por 4-3. La siguiente temporada llegaron a las final de la Conferencia Oeste, siendo derrotados por Milwaukee Bucks.
En 1971 se hizo cargo de los Kentucky Colonels de la ABA, donde estuvo dos temporadas, pasando posteriormente por los Utah Stars, a los que llevó a la final en 1974, de los Memphis Sounds y los Spirits of St. Louis, regresando a la NBA en la temporada 1976-77 para hacerse cargo de los Buffalo Braves, a los que dirigió durante 29 partidos.

#### Estadísticas como entrenador
| Equipo               | Año     | Temporada regular | Temporada regular | Temporada regular | Temporada regular        | Playoffs                          |
| Equipo               | Año     | PJ                | G                 | P                 | Final                    | Resultado                         |
| -------------------- | ------- | ----------------- | ----------------- | ----------------- | ------------------------ | --------------------------------- |
| Los Angeles Lakers   | 1969-70 | 82                | 46                | 36                | 2º en División Oeste     | Subcampeón de la NBA              |
| Los Angeles Lakers   | 1970-71 | 82                | 48                | 34                | 1º en División Pacífico  | Finalista de la Conferencia Oeste |
| Kentucky Colonels    | 1971-72 | 84                | 68                | 16                | 1º en División Este      | Finalista de la División Este     |
| Kentucky Colonels    | 1972-73 | 84                | 56                | 28                | 2º en División Este      | Subcampeón de la ABA              |
| Utah Stars           | 1973-74 | 84                | 51                | 33                | 1º en División Oeste     | Subcampeón de la ABA              |
| Memphis Sounds       | 1974-75 | 84                | 27                | 57                | 4º en División Este      | Finalista de la División Este     |
| Spirits of St. Louis | 1975-76 | 37                | 15                | 22                | 6º en la ABA             | No clasificado                    |
| Buffalo Braves       | 1976-77 | 29                | 11                | 18                | 4º en División Atlántico | No clasificado                    |

## Fallecimiento
Mullaney falleció en su residencia de Rhode Island en el año 2000 a los 75 años, víctima de la enfermedad de Hodgkin, dejando 5 hijos y 14 nietos.